# قانون التحكيم 1950 (المملكة المتحدة)
قانون التحكيم 1950
هو قانون برلمان المملكة المتحدة الذي وحد وعدل قانون التحكيم لانجلترا وويلز.
في الوقت الحالي حل قانون التحكيم العام لعام 1996 محل هذال القانون بشكل كبير الجزء الثاني في القانون يتفق مع قرارات التنفيذ الغير الصادرة عن اتفاقية نيويورك والهدف الاساسي من ذلك هو الحفاظ على انفاذ القرارات التي تقدم في اطار بروتوكول جنيف (الذي أصبح قديما إلى حد كبير).
كان الغرض الرئيسي من هذا القانون ترشيد وتعزيز القوانين السابقة التي تنظم التحكيم. 
يبدو ان قانون سنة
(1950) أصبح عرضة بصورة متزايدة للانتقاد بسبب سلطة المحاكم في إعادة النظر في قرارات التحكيم بموجب المادة (21) ويتطلب ذلك القسم من محكمة التحكيم ان تقدم (بيانا قضائيا) بشأن أي مسألة قانونية تعيد المحكمة النظر فيها، وهذا الامر لم يحظى بتلك الشعبية وأدى إلى فقدان أعمال التحكيم في المملكة المتحدة، وادى إلى الغاء الاحكام المنصوص عليها في قانون التحكيم لعام (1979)